# Mohabbatein
Mohabbatein (Devanagari: मोहब्बतें, Nastaliq: محبتیں , vertaald: 'Liefdesverhalen') is een Indiase film uit 2000, gemaakt in Bollywood onder regie van Aditya Chopra. De muziek is geschreven door Jatin Lalit en het script door Anand Bakshi. Het vertelt het verhaal van Narayan (Bachchan), de strikte directeur van het Gurukul-college, wiens dochter Megha (Rai), zelfmoord pleegt nadat hij zich verzet tegen haar relatie met Raj (Khan), een muziekleraar aan het college.

## Rolverdeling
| Acteur              | Personage                      |
| ------------------- | ------------------------------ |
| Amitabh Bachchan    | Narayan Shankar                |
| Shahrukh Khan       | Raj Aryan Malhotra             |
| Aishwarya Rai       | Megha Shankar                  |
| Uday Chopra         | Vikram                         |
| Jugal Hansraj       | Sameer Sharma                  |
| Jimmy Shergill      | Karan Choudhry                 |
| Shamita Shetty      | Ishika Dhanrajgir              |
| Kim Sharma          | Sanjana                        |
| Preeti Jhangiani    | Kiran Khanna                   |
| Anupam Kher         | Kakke                          |
| Archana Puran Singh | Preeto                         |
| Parzan Dastur       | Ayush                          |
| Saurabh Shukla      | vader van Sanjana              |
| Amrish Puri         | Generaal Khanna (gastoptreden) |
| Helen               | Miss Monica (gastoptreden)     |
| Shefali Shah        | Nandini (gastoptreden)         |